# Џиновска мокрица
Џиновске мокрице (лат. Bathynomus) представљају род мокрица који садржи око 20 врста. Ове животиње настањују хладне, дубоке воде Атлантског, Тихог и Индијског океана. Bathynomus giganteus, врста на којој почива овај род, често се сматра највећом мокрицом на свету, мада друге релативно слабо познате врсте из овог рода могу достићи сличну величину (на пример B. kensleyi).
Француски зоолог Алфонс Милн-Едвардс први је описао род 1879. године, након што је његов колега Алекандер Агасиз прикупио јувенилног мужјака B. giganteus из Мексичког залива; ово је било узбудљиво откриће и за научнике и за јавност, јер је у то време идеја о беживотном или „азоичном” дубоком океану тек недавно била одбачена радом Сер Чарлса Вајвила Томпсона и других. Женке из овог рода нису откривене до 1891. године.
Џиновске мокрице нису од великог интереса за већину комерцијалног рибарства, али су на лошем гласу зато што нападају и уништавају мреже и једу уловљене рибе. Примерци ухваћени у Америкама и Јапану понекад се могу видети у јавним акваријумима.

## Опис
Џиновске мокрице су добар пример гигантизма дубоког мора, јер су далеко веће од „типичних” мокрица који у просеку достижу величину до 5 центиметара. Род Bathynomus се може поделити на „џиновске” врсте где су одрасле јединке велике углавном између 8 и 15 центиметара и „суперџиновске” врсте, где су одрасле јединке велике између 17 и 50 центиметара. Једна од суперџиновских врста, B. giganteus, достиже типичну висину између 19 и 36 центиметара, са максималном тежином и дужином од око 1,7 килограма и 76 центиметара.
Њихова морфологија подсећа на морфологију њихових копнених сродника; тела су им дорзовентрално компресована, заштићена чврстим, карбонатним егзоскелетом састављеним од преклапајућих сегмената. Попут неких копнених мокрица, и припадници овог рода такође поседују способност да се склупчају у лопту, тако да од споља буде видљива само тврда шкољка. То им пружа заштиту од грабљиваца који покушавају да нападну њихову рањиву доњу страну. Први сегмент оклопа је спојен са главом; најчешће су спојени и задњи сегменти, формирајући „каудални штит” преко скраћеног трбуха (плеона). Велике очи су сложене са готово 4.000 оматидијума, сесилне су и смештене су далеко на глави, размакнуте и удаљене. Имају два пара антена. Унирамне торакалне ноге или переиоподи су распоређени у седам парова, од којих је први модификован у максилипеде које користе како би приносиле храну устима које су састављене од четири групе чељусти. Трбух има пет сегмената познатих као плеонити, од којих сваки има пар бирамних плеопода; оне су модификоване у ноге за пливање, док им равне респираторне структуре служе као шкрге. Ове мокрице су бледо љубичасте или ружичасте боје.
Поједине врсте у оквиру овог рода углавном подсећају једна на другу, али се могу раздвојити на основу различитих морфолошких карактеристика, посебно бројем (7—13) и обликом (равни или окренути нагоре) бодљи на плеотелсону („реп”), обликом (једноставне или двоструке) централне кичме на плеотелсону, као и обликом и структуром уропода и переопода.

## Распрострањеност
Џиновске мокрице забележене су у западном Атлантику, од Џорџије (САД) до Бразила, укључујући Мексички залив и Карибе. Четири познате атлантске врсте су B. obtusus, B. miyarei, B. maxeyorum и B. giganteus, а последња од њих је једина врста која је забележена ван Сједињених Држава. Преостале врсте из рода Bathynomus ограничене су на подручје Индо-Пацифика. Ниједна врста се не појављује и у Атлантику и Индо-Пацифику; претходни наводни налази врсте B. giganteus у Индо-Пацифику данас се сматрају заправо налазима других врста. Није познато да џиновске мокрице живе у источном Атлантику или источном Пацифику. Највеће богатство врста (пет врста) налази се ван источне Аустралије, али могуће је да се и други региони који нису тако добро узорковани подударају са овом цифром. Генерално, распрострањеност џиновских мокрица није довољно позната и могу постојати и врсте које до данас нису још увек описане.

## Екологија
Џиновске мокрице представљају важне стрвождере у бентосу дубоких мора; налазе се углавном у затамњеним сублиторалним зонама на дубини од 170 метара до тамне батијалне зоне на 2.140 метара, где су притисци високи, а температуре веома ниске. Неколико врста из овог рода забележено је и на мањим дубинама, нарочито B. miyarei која је налажена на дубинама између 22 и 280 метара, затим слабо позната врста B. decemspinosus која је уочавана између 70 и 80 метара, као и врста B. doederleini која живи у плитким водама до 100 метара дубине. Рекорд за живот на највећој дубини држи врста B. kensleyi која живи на 2.500 метара, али ова врста се такође појављује и у веома плитким водама, до 300 метара дубине. Преко 80% уочених јединки врсте B. giganteus налажено је на дубини између 365 и 730 метара. У регионима са џиновским и суперџиновским врстама, прве живе углавном на континенталној падини, док друге претежно живе на батијалној равници. Иако су врсте из рода Bathynomus забележене у водама топлим чак до 20 °C, оне пре свега живе на много хладнијим местима. На пример, током испитивања дубокоморске фауне на Бахамима, откривено је да је B. giganteus уобичајен у води између 3,25 и 13 °C, али чешћи у водама са нижим температурама. Са друге стране, прелиминарне студије показују да B. doederleinii престаје да се храни када температура падне испод 3 °C. Ова доња температурна граница може објаснити њихово одсуство из умерених и хладних региона где су мора на дубини коју преферирају џиновске мокрице често хладнија. Сматра се да врсте из овог рода преферирају блатну или глинену подлогу и воде самотне животе.
Иако су у питању стрвождери, ове мокрице су углавном месождерке и хране се мртвим китовима, рибама и лигњама; оне се такође могу хранити и спорим животињама попут морских краставаца, сунђера, радиоларија, ваљкастих црва и других животиња из зообентоса, можда чак и живим рибама. Познато је да нападају рибе уловљене у рибарске мреже. Једна џиновска мокрица снимљена је како напада већег морског пса уловљеног у мрежама у дубоким водама тако што се закачила на лице ове животиње и појела исто; овај снимак емитован је током епизоде 2015. године Shark Week под називом Alien Sharks: Close Encounters. Како је храна ретка у биомима дубоких океана, џиновске мокрице морају да се снађу са оним на шта наиђу; прилагођене су на дуге периоде глади и на основу примерака из заточеништва познато је да преживљавају више од 5 година без хране. Када се нађе значајан извор хране, џиновске мокрице се преједају до тачке да угрозе своју локомотивну способност. Студија која је проучавала садржај система за варење 1.651 примерка B. giganteus утврдила је да се рибе најчешће једу, а прате их главоношци и декаподи, посебно Caridea и Galatheidae.
Џиновске мокрице сакупљене дуж источне обале Аустралије постављањем замки показују разноликост у зависности од дубине воде у којој живе. Што је вода дубља, то је мањи број пронађених врста, а њихова величина је већа. Џиновске мокрице пронађене у дубоким водама изван Аустралије упоређене су са онима које су пронађене у Мексику и Индији. На основу фосилних записа сматра се да је Bathynomus постојао пре више од 160 милиона година, тако да се није развијао независно на све три локације, али од тада припадници рода Bathynomus показују различиту еволуцију на различитим локацијама. Ипак, џиновске мокрице са све три локације су по изгледу готово идентичне (мада су неке разлике уочене и те јединке су раздвојене у различите врсте). Ова смањена фенотипска дивергенција повезана је са екстремно слабим нивоом светлости у њиховом станишту.

## Размножавање
Студија сезонског присуства јувенилних и одраслих јединки врсте B. giganteus сугерише на закључак да до врхунца репродуктивног капацитета долази током пролећа и зиме. Ово се вероватно дешава због недостатка хране током лета. Полно зреле женке развијају врећицу или марсупијум када су сексуално активне, при чему се врећица формира преклапањем оостегита које израстају са средњег дела переиопода. Младе мокрице излазе из марсупијума као јединке које су по изгледу исте као и одрасле јединке, а овај стадијум познат је као манце. Ово није фаза ларве; манце су потпуно развијене, а недостаје им само последњи пар переиопода.

## Фосилне врсте
Фосилни примерци јединки из рода Bathynomus познати су из миоцена и плиоцена у Јапану. Фосилне врсте из рода Palaega понекад су биле укључиване у род Bathynomus.